# Daniel Mosquera
Daniel Fernando Mosquera Bonilla (Quibdó, 20 ottobre 1999) è un calciatore colombiano, attaccante del Verona.

## Caratteristiche tecniche
Soprannominato “el bufalo”, è un centravanti, forte fisicamente e dotato di ottime doti atletiche e buone doti tecniche.

## Carriera
Mosquera ha iniziato con il Barranquilla, con cui ha debuttato in prima squadra il 5 settembre 2018, nell'incontro di Categoría Primera B pareggiato 1-1 contro lo Llaneros. Ha segnato il suo primo gol dieci giorni più tardi, contro il Valledupar. Fra il 2020 ed il 2021, ha giocato in Venezuela, con Llaneros de Guanare e Universidad Central.
Nel 2022 ha fatto ritorno in Colombia dove ha firmato con l'América de Cali. Ha debuttato nella massima divisione colombiana il 4 febbraio seguente, nell'incontro perso 2-0 contro il Cortuluá; il 4 aprile, invece ha segnato il suo primo gol nel successo per 3-2 contro il Millonarios.
Il 15 dicembre 2023 è stato annunciato il suo passaggio in prestito all'Atlético Bucaramanga, sempre nella massima serie colombiana, in vista della stagione 2024. Lungo la prima parte dell'anno, ha messo a referto sette reti e un assist in campionato, contribuendo alla vittoria del torneo di Apertura da parte della sua squadra.
Il 5 luglio 2024 Mosquera viene acquistato per circa 700.000 euro  dal Verona, in Serie A, con cui firma un contratto quadriennale. Il 18 agosto segna una doppietta alla prima di campionato nel successo per 3-0 contro il Napoli.

## Statistiche

### Presenze e reti nei club
Statistiche aggiornate al 25 maggio 2025.
| Stagione               | Squadra                | Campionato             | Campionato | Campionato | Coppe nazionali | Coppe nazionali | Coppe nazionali | Coppe continentali | Coppe continentali | Coppe continentali | Altre coppe | Altre coppe | Altre coppe | Totale | Totale |
| Stagione               | Squadra                | Comp                   | Pres       | Reti       | Comp            | Pres            | Reti            | Comp               | Pres               | Reti               | Comp        | Pres        | Reti        | Pres   | Reti   |
| ---------------------- | ---------------------- | ---------------------- | ---------- | ---------- | --------------- | --------------- | --------------- | ------------------ | ------------------ | ------------------ | ----------- | ----------- | ----------- | ------ | ------ |
| 2018                   | Barranquilla           | B                      | 11         | 1          | CC              | 0               | 0               | -                  | -                  | -                  | -           | -           | -           | 11     | 1      |
| 2019                   | Barranquilla           | B                      | 7          | 1          | CC              | 3               | 1               | -                  | -                  | -                  | -           | -           | -           | 10     | 2      |
| Totale Barranquilla    | Totale Barranquilla    | Totale Barranquilla    | 18         | 2          |                 | 3               | 1               |                    | -                  | -                  |             | -           | -           | 21     | 3      |
| 2021                   | Universidad Central    | PD                     | 22         | 9          | CV              | 0               | 0               | -                  | -                  | -                  | -           | -           | -           | 22     | 9      |
| 2022                   | América de Cali        | A                      | 22         | 4          | CC              | 0               | 0               | CS                 | 0                  | 0                  | -           | -           | -           | 22     | 4      |
| 2023                   | América de Cali        | A                      | 20         | 0          | CC              | 0               | 0               | -                  | -                  | -                  | -           | -           | -           | 20     | 0      |
| Totale America de Cali | Totale America de Cali | Totale America de Cali | 42         | 4          |                 | 0               | 0               |                    | -                  | -                  |             | -           | -           | 42     | 4      |
| gen.-giu. 2024         | Atlético Bucaramanga   | A                      | 26         | 7          | CC              | 2               | 3               | -                  | -                  | -                  | -           | -           | -           | 28     | 10     |
| 2024-2025              | Verona                 | A                      | 35         | 5          | CI              | 1               | 0               | -                  | -                  | -                  | -           | -           | -           | 36     | 5      |
| Totale carriera        | Totale carriera        | Totale carriera        | 143        | 27         |                 | 6               | 4               |                    | 0                  | 0                  |             | -           | -           | 149    | 31     |